# Bitmoji
 (mars 2025).
Si vous disposez d'ouvrages ou d'articles de référence ou si vous connaissez des sites web de qualité traitant du thème abordé ici, merci de compléter l'article en donnant les références utiles à sa vérifiabilité et en les liant à la section « Notes et références ».
 (mars 2025).
La mise en forme du texte ne suit pas les recommandations de Wikipédia : il faut le « wikifier ».
Les points d'amélioration suivants sont les cas les plus fréquents :
- Les titres sont pré-formatés par le logiciel. Ils ne sont ni en capitales, ni en gras.
- Le texte ne doit pas être écrit en capitales (les noms de famille non plus), ni en gras, ni en italique, ni en « petit »…
- Le gras n'est utilisé que pour surligner le titre de l'article dans l'introduction, une seule fois.
- L'italique est rarement utilisé : mots en langue étrangère, titres d'œuvres, noms de bateaux, etc.
- Les citations ne sont pas en italique mais en corps de texte normal. Elles sont entourées par des guillemets français : « et ».
- Les listes à puces sont à éviter, des paragraphes rédigés étant largement préférés. Les tableaux sont à réserver à la présentation de données structurées (résultats, etc.).
- Les appels de note de bas de page (petits chiffres en exposant, introduits par l'outil «  Source ») sont à placer entre la fin de phrase et le point final[comme ça].
- Les liens internes (vers d'autres articles de Wikipédia) sont à choisir avec parcimonie. Créez des liens vers des articles approfondissant le sujet. Les termes génériques sans rapport avec le sujet sont à éviter, ainsi que les répétitions de liens vers un même terme.
- Les liens externes sont à placer uniquement dans une section « Liens externes », à la fin de l'article. Ces liens sont à choisir avec parcimonie suivant les règles définies. Si un lien sert de source à l'article, son insertion dans le texte est à faire par les notes de bas de page.
- La présentation des références doit suivre les conventions bibliographiques. Il est recommandé d'utiliser les modèles {{Ouvrage}}, {{Chapitre}}, {{Article}}, {{Lien web}} et/ou {{Bibliographie}}. Le mode d'édition visuel peut mettre en forme automatiquement les références.
- Insérer une infobox (cadre d'informations à droite) n'est pas obligatoire pour parachever la mise en page.

Pour une aide détaillée, merci de consulter Aide:Wikification.
Si vous pensez que ces points ont été résolus, vous pouvez retirer ce bandeau et améliorer la mise en forme d'un autre article.
 (février 2025).
Bitmoji est une application mobile permettant aux utilisateurs de créer des avatars personnalisés appelés "Bitmoji". L'application a été lancée en 2014 par la société Bitstrips, Inc., et a rapidement gagné en popularité, notamment pour son intégration avec des plateformes de messagerie telles que Snapchat et Facebook Messenger. Bitmoji permet aux utilisateurs de créer des personnages virtuels ressemblant à leur apparence et de les utiliser pour envoyer des autocollants dans des messages.

## Historique
Bitmoji a été fondée en 2007 sous le nom de Bitstrips par Jacob Blackstock et Shane Murphy. Initialement, Bitstrips était une application permettant aux utilisateurs de créer des bandes dessinées personnalisées. Cependant, en 2014, l'entreprise a pivoté vers le développement d'avatars numériques et a lancé l'application Bitmoji, qui a permis aux utilisateurs de créer un avatar personnalisé dans des styles variés.
En 2016, Bitmoji a été acquis par Snap Inc., la société mère de Snapchat. Cette acquisition a permis à Bitmoji d'intégrer son service directement dans l'application Snapchat, ce qui a renforcé sa popularité et permis à Snap Inc. de proposer une expérience de communication encore plus immersive et personnalisée .

## Fonctionnalités
Bitmoji permet aux utilisateurs de créer un avatar 3D ou 2D basé sur une photo ou de partir de zéro pour personnaliser leur apparence. Les avatars sont ensuite utilisés dans des autocollants personnalisés et peuvent être envoyés dans des conversations sur des plateformes de messagerie comme Snapchat, Facebook Messenger, et autres. L'application offre également des options de création d'autocollants sur des thèmes variés, comme des émotions, des situations de la vie quotidienne, ou même des tenues de saison.
En plus de Snapchat, Bitmoji est compatible avec d'autres applications comme Gmail, iMessage, et des applications de clavier mobile, permettant d'utiliser l'avatar dans divers contextes.

## Acquisition par Snap Inc.
En 2016, Snap Inc. (la société mère de Snapchat) a acquis Bitmoji pour une somme estimée à 100 millions de dollars. Cette acquisition a permis à Snap Inc. de renforcer l'intégration de Bitmoji dans Snapchat et d'augmenter son attrait auprès des utilisateurs . Bitmoji a depuis été un outil clé pour la personnalisation et l'engagement des utilisateurs sur Snapchat, en particulier avec l'introduction des "Bitmoji Stories" et des "Bitmoji dans la réalité augmentée" dans les filtres de l'application.

## Intégration avec Snapchat
La collaboration entre Bitmoji et Snapchat est un élément majeur de la popularité de l'application. En 2016, Bitmoji a été intégrée à Snapchat, permettant aux utilisateurs de lier leur avatar Bitmoji à leur compte Snapchat. Cela a donné lieu à des fonctionnalités innovantes telles que les Bitmoji animés et l'utilisation de Bitmoji dans des "Snap Map" interactives, où les avatars des amis apparaissent dans une carte en temps réel .

## Réception
L'application a reçu des critiques généralement positives pour sa facilité d'utilisation et ses nombreuses options de personnalisation. Cependant, certains utilisateurs ont exprimé des préoccupations concernant la collecte de données personnelles par Snap Inc. à travers l'application, notamment en ce qui concerne l'accès aux photos et aux informations du compte utilisateur.

## Lien avec Snap Inc.
Bitmoji fait partie intégrante de l'écosystème de Snap Inc., une société technologique fondée par Evan Spiegel, Bobby Murphy, et Reggie Brown. Snap Inc. est surtout connue pour son application phare, Snapchat, qui permet aux utilisateurs de partager des photos et vidéos éphémères. L'acquisition de Bitmoji par Snap Inc. a permis de renforcer l'interactivité et la personnalisation au sein de Snapchat, tout en élargissant l'expérience de communication au-delà des simples photos et vidéos .